# The Biz Never Sleeps
Albums de Biz Markie
Goin' Off
(1988) I Need a Haircut
(1991)
Singles
1. Just a Friend
Sortie : 1989

The Biz Never Sleeps est le deuxième album studio de Biz Markie, sorti le 10 octobre 1989.
L'album s'est classé 9e au Top R&B/Hip-Hop Albums et 66e au Billboard 200. L'album a été certifié disque d'or le 24 avril 1990 par la RIAA.
L'édition japonaise de l'album propose un titre supplémentaire, A Thing Named Kim, comme huitième morceau.

## Liste des titres
| No  | Titre                                  | Contient un (des) sample(s) de | Durée |
| --- | -------------------------------------- | --- | ----- |
| 1.  | Dedication                             | Hey Jude de Wilson Pickett | 4:02  |
| 2.  | Check It Out                           | Let Your Hair Down d'Yvonne Fair | 4:01  |
| 3.  | The Dragon                             | Hard Times de Baby Huey | 4:08  |
| 4.  | Spring Again                           | Get Out of My Life, Woman de Lee Dorsey Funky Drummer de James Brown Now That We Found Love de Third World Midnight Theme de Manzel Back Together Again de Roberta Flack featuring Donny Hathaway | 4:03  |
| 5.  | Just a Friend                          | Get Out of My Life, Woman de Lee Dorsey (You) Got What I Need de Freddie Scott | 4:00  |
| 6.  | She's Not Just Another Woman (Monique) | Good Old Music de Funkadelic She's Not Just Another Woman de 8th Day | 3:46  |
| 7.  | Mudd Foot                              | Thriller de Michael Jackson featuring Vincent Price | 4:16  |
| 8.  | Me vs. Me                              | | 4:47  |
| 9.  | My Man Rich                            | Way Back Home des Jazz Crusaders | 3:44  |
| 10. | I Hear Music                           | We're a Winner (Live Version) de Curtis Mayfield I Hear Music in the Streets d'Unlimited Touch | 3:01  |
| 11. | Biz in the Harmony                     | Numbers de Kraftwerk | 4:16  |
| 12. | Things Get a Little Easier             | Baby Come Back de Player | 4:12  |